# Franz von Bayros

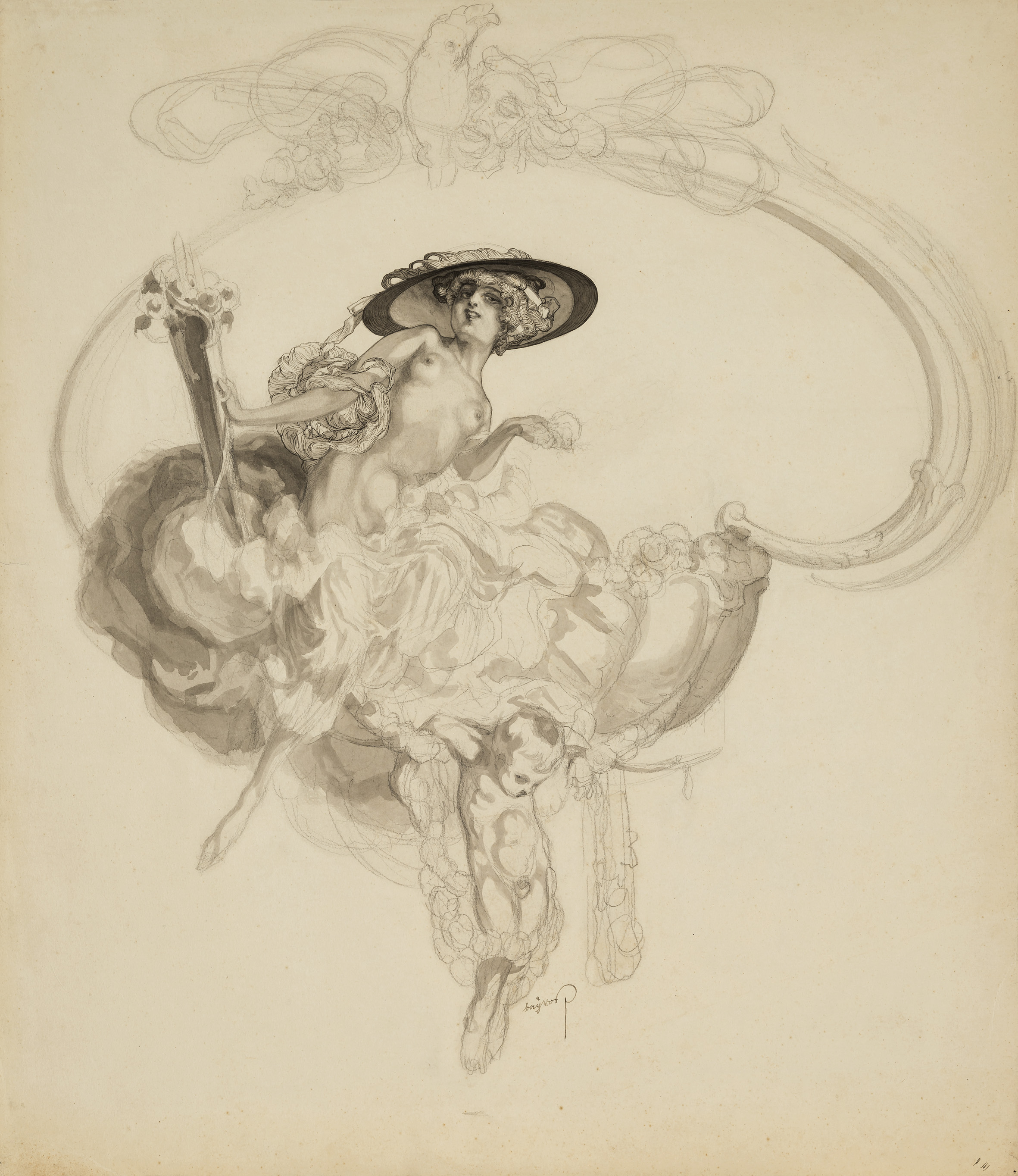
Franz von Bayros: Venus triumphans, um 1910

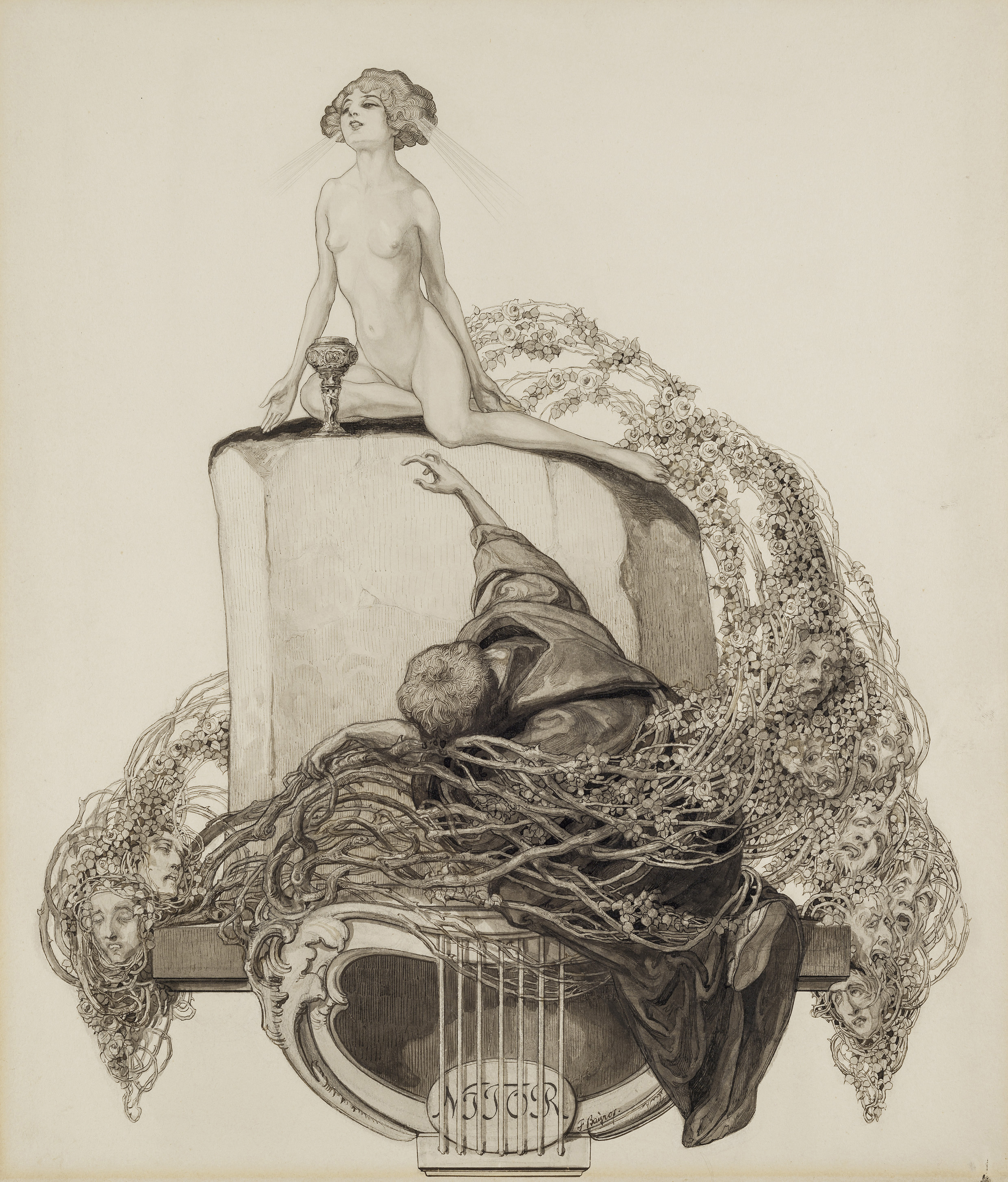
Franz von Bayros: Ex Libris Walther und Amelia Fahrenhorst, 1912

Franz von Bayros (* 28. Mai 1866 in Zagreb; † 2. April 1924 in Wien) auch bekannt als Marquis de Bayros, war ein österreichischer Grafiker, Illustrator und Maler des Fin de siècle. Er veröffentlichte seine Werke auch unter dem Pseudonym Choisy Le Conin.
Häufig wird Bayros mit Aubrey Beardsley und Félicien Rops, den beiden anderen großen Erotomanen, verglichen. „Alle drei waren Dandys, die gegen die Scheinheiligkeit ihrer Standesgenossen kämpften, indem sie deren ausschweifende Sitten vor Augen führten. Alle drei waren überzeugt  – und dies ist ein häufig begegnendes erotisches Moment im Symbolismus –, dass die Frau ein Instrument des Teufels sei.“ Im Unterschied zu Rops und Beardsley war Bayros jedoch häufig auch gezwungen, sein Talent den Gegebenheiten des Marktes unterzuordnen. Seine Illustrationen zu den Klassikern der erotischen Literatur zeichnen sich durch Kompositionstalent, subtiles Spiel mit dem Ornament und Lust am prunkenden Milieu aus. Zu seinen zahlreichen erotischen Werken gehören viele mit BDSM-Motiven.

## Leben

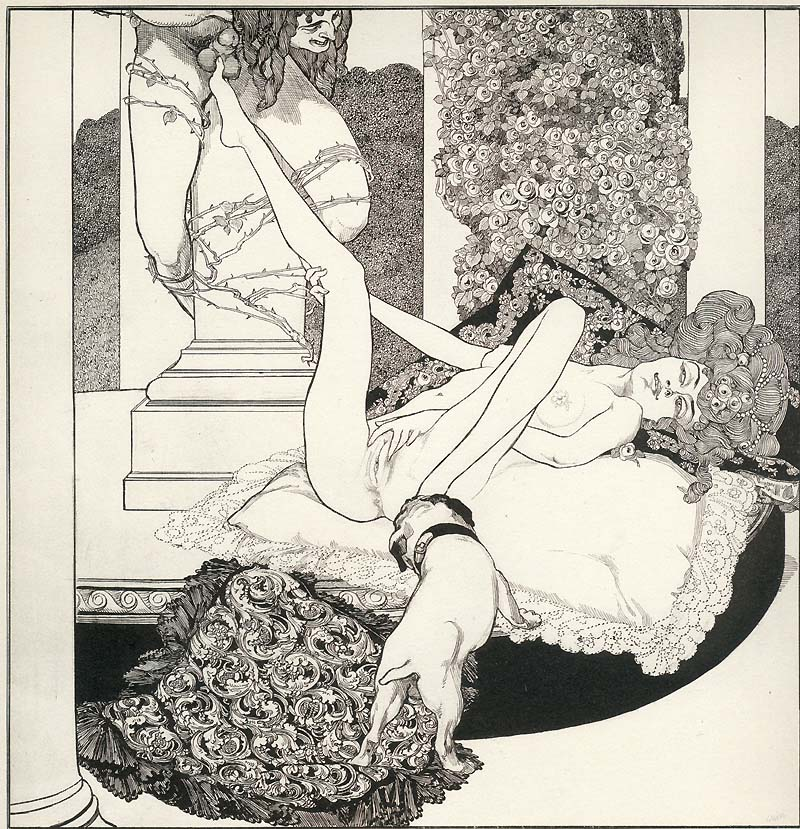
Erotisches Werk von Franz von Bayros

Franz von Bayros’ Lebensweg entspricht fast schon exemplarisch den Vorstellungen, die sich gemeinhin mit dem Leben eines echten décadent verknüpfen. In ihm spiegeln sich Aufstieg und Fall eines begnadeten Künstlers, aber auch die Irrungen und Wirrungen einer ganzen Epoche, vor denen kaum ein Künstler seiner Generation verschont blieb, wider.

### Herkunft
Franz von Bayros entstammte einer Adelsfamilie, die mit Karl VI. Spanien verließ, um sich in Österreich niederzulassen. Seine Vorfahren standen fast alle als Offiziere im Dienst der Habsburger. Bayros’ Vater, Otto von Bayros, quittierte indes schon früh den Militärdienst, um eine Karriere bei der österreichischen Bahn anzustreben. Für Bayros, dessen Leidenschaft für die Malerei seit seinem sechsten Lebensjahr immer offener zutage trat, boten die wiederholten beruflichen Versetzungen seines Vaters immer neue und abwechselnde Inspirationen. Verbürgt ist z. B. ein Zusammentreffen des zehnjährigen Franz’ mit einer Gruppe von Zigeunerinnen im damals noch türkischen Bosnien, das bleibenden Eindruck auf den jungen Bayros haben sollte. In seinen Versuchen, die sinnliche Schönheit und Harmonie dieser jungen Frauen festzuhalten, äußerte sich bereits ein wichtiges Motiv seines späteren Werks.

### Die frühen Jahre in Wien
Nach Abschluss der Realschule in Wien und Linz bestand Bayros mit 17 Jahren die Aufnahmeprüfung an der Wiener Akademie bei Eduard von Engerth. Seine damaligen Lehrer, die Historienmaler Christian Griepenkerl und August Eisenmenger, konnten ihm jedoch kaum Anregungen vermitteln, so dass Bayros längere München-Aufenthalte als regelrechte Befreiung empfand. Der frühe Tod seines Vaters im Jahr 1888 zwang ihn zum Umdenken, und kurzzeitig stand die Überlegung im Raum, die Malerei ganz aufzugeben.

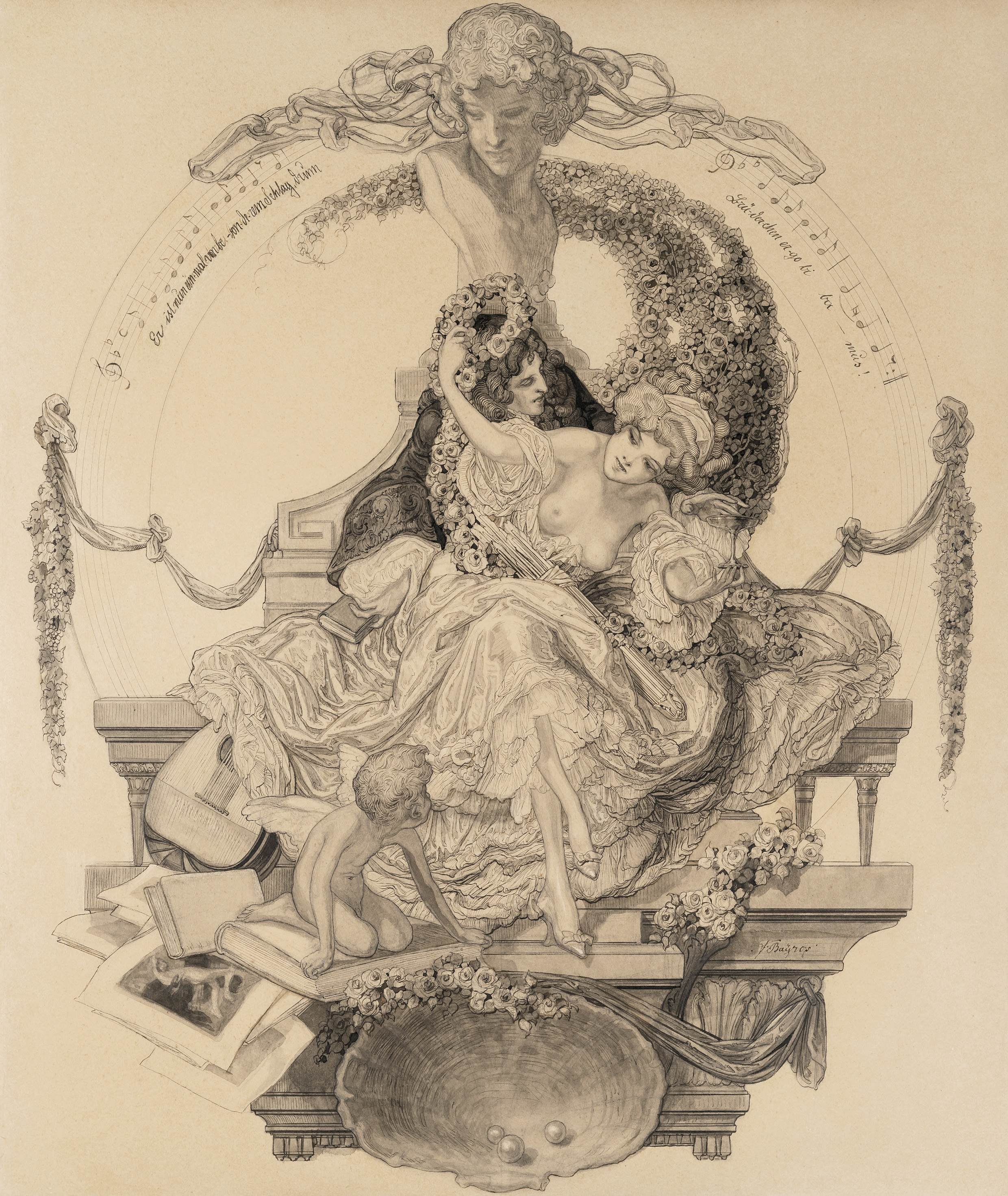
Franz von Bayros, Exlibris Geheimrat Lichtenberg, 1912

Ab 1890 setzte Bayros seine Studien verstärkt fort, u. a. arbeitete er mit dem Porträtisten Eugen Felix, später mit dem Landschaftsmaler Gottfried Seelos zusammen. Bayros verkehrte in der eleganten Welt und bald gehörte er zum Freundeskreis Johann Strauß’, dessen Stieftochter Alice er 1896 heiratete. Die Ehe war jedoch alles andere als glücklich und wurde bereits nach einem Jahr für ungültig erklärt.

### München

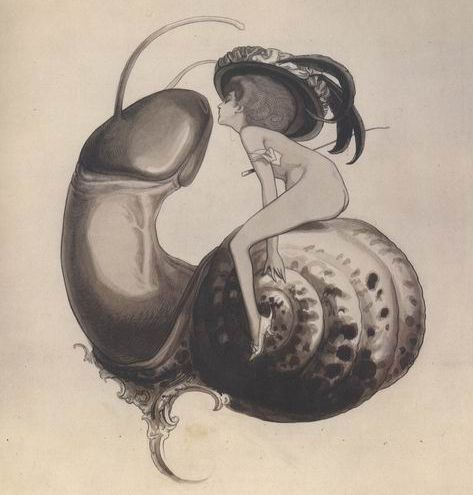
Exlibris, um 1900

1897 kehrte Bayros Wien den Rücken und übersiedelte nach München, der damaligen Kunstmetropole des Deutschen Reichs. München bot dem Künstler in jener Zeit vielfältigste Möglichkeiten – in der Malerei war die Stadt eines der Hauptzentren des deutschen Naturalismus und auch Heimat zahlreicher bedeutender Impressionisten. Gleichzeitig herrschte ein emsiger Literaturbetrieb und es entstanden zahlreiche neue Verlage, u. a. verlegten hier Albert Langen und Georg Müller.
Für Bayros war dieses Parkett perfekt geeignet: Er studierte in der Spezialschule von Adolf Hölzel in Dachau und in Heinrich Knirrs Schule in München (wo auch Paul Klee ausgebildet wurde). Bayros sagte über diese Zeit: „Ich müsste am Anfange meiner Biographie schreiben: ich wurde in meinem 31. Jahre in der Knirrschule zu München geboren.“ Tatsächlich fiel in diese Phase seiner Entwicklung der Durchbruch zu einem individuellen und eigenständigen Ton. Gleichzeitig fand er Anschluss an die Künstlerkreise der Stadt und war bald Mitglied einer Gesellschaft, die sich „Vornehme Beobachter“ nannte und zu der auch Thilo von Seebach, Karl Georg von Maassen und der Kunsthistoriker Dr. Hanns Floerke gehörten.
Auch auf künstlerischem Feld ging es in großen Schritten voran. Er setzte sich mit Impressionismus und Naturalismus auseinander und wandte sich mehr und mehr von der Porträtmalerei ab und dem Zeichnerischen zu.
1904 hatte Bayros in München seine erste große Ausstellung, die sehr erfolgreich wurde. In schneller Folge gab es nun Aufträge für Buchillustrationen und Exlibris, darunter seine Illustrationen zur Manon Lescaut des Abbé Prévost, die 1905 im Insel Verlag, Leipzig, erschienen, oder zu den Geschwätzigen Kleinoden von Denis Diderot (1906 bei Georg Müller, München). Zwischen 1911 und 1913 erfolgte schließlich die Herausgabe einiger Exlibris-Mappen und dreier Bayros-Mappen bei Karl Theodor Senger, München.
In diese Zeit (1904–08) fielen auch Bayros’ ausgedehnte Studien Louis XV., die der weiteren Vervollkommnung seines Stils dienen, sowie Reisen nach Paris und Italien zu Studienzwecken. Besonders das Studium des Rokoko erschloss ihm die Welt der raffinierten Erotik und in der Folge wurde er als Zeichner erotischer Illustrationen zusehends bekannt – und im Jahr 1911 schließlich gar berüchtigt, als die Zensur eingriff und er München verlassen musste.
Die zarte Linienführung, die ihm eigen war, seine Phantasie in der Ausgestaltung der Ornamente, sein subtiles Spiel mit nicht allzu subtilen Anspielungen prädestinierten ihn tatsächlich zum Zeichner des Galanten, des Frivolen, des Erotischen und nicht zu Unrecht nannte man ihn in jenen Münchener Tagen den „wunderbaren Zeichner des reinsten Rokoko“.

### Rückkehr nach Wien
Zurück in Wien, fühlte er sich fremd. Es fiel Bayros schwer, Anschluss an den Wiener Kunstmarkt zu finden, und er plante wohl auch deshalb eine Übersiedlung nach Rom, die aber durch den Ausbruch des Weltkriegs vereitelt wurde. Zwar fand er einen neuen Kreis guter und interessanter Freunde, darunter Rudolf Hans Bartsch, Anton Wildgans und Hugo Markus Ganz und heiratete erneut; dennoch nannte er den erneuten Aufenthalt in Wien oft seine „Verbannung“.
Die Auftragslage hatte sich nach dem spektakulären Münchener Prozess naturgemäß etwas verschlechtert, doch allmählich fanden sich wieder Bestellungen auf Buch- und Zeitschriftenillustrationen, Exlibris und Plakate – vor allem aus Österreich, Ungarn und Italien. Ein Beispiel für diese Periode sind seine Illustrationen zu Hans Ludwig Roseggers „Von Königen und Jakobinern“.
Der Ausbruch des Ersten Weltkriegs bedeutete einen weiteren Rückschlag in der Entwicklung des Künstlers. Nicht nur durchkreuzte er Bayros’ Pläne, sich in Italien niederzulassen und einen Neuanfang zu wagen; viel schlimmer wog die ideologische Verblendung, die ihn bis zum äußersten sich mit der Sache des Deutschen Reiches identifizieren und den Zusammenbruch von 1918 im Zustand tiefster Depression erleben ließ.

### Die letzten Jahre

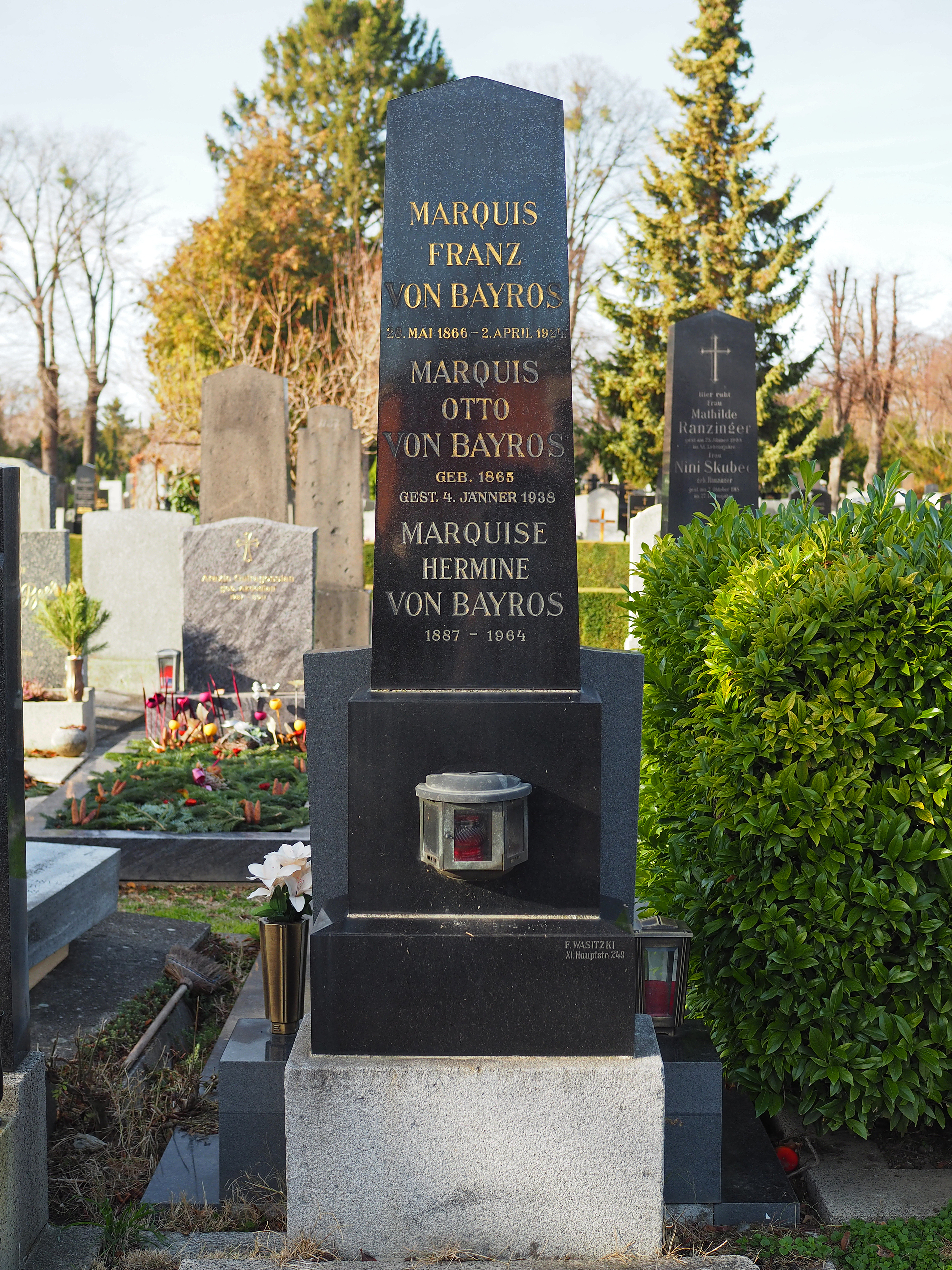
Grab von Franz von Bayros auf dem Wiener Zentralfriedhof

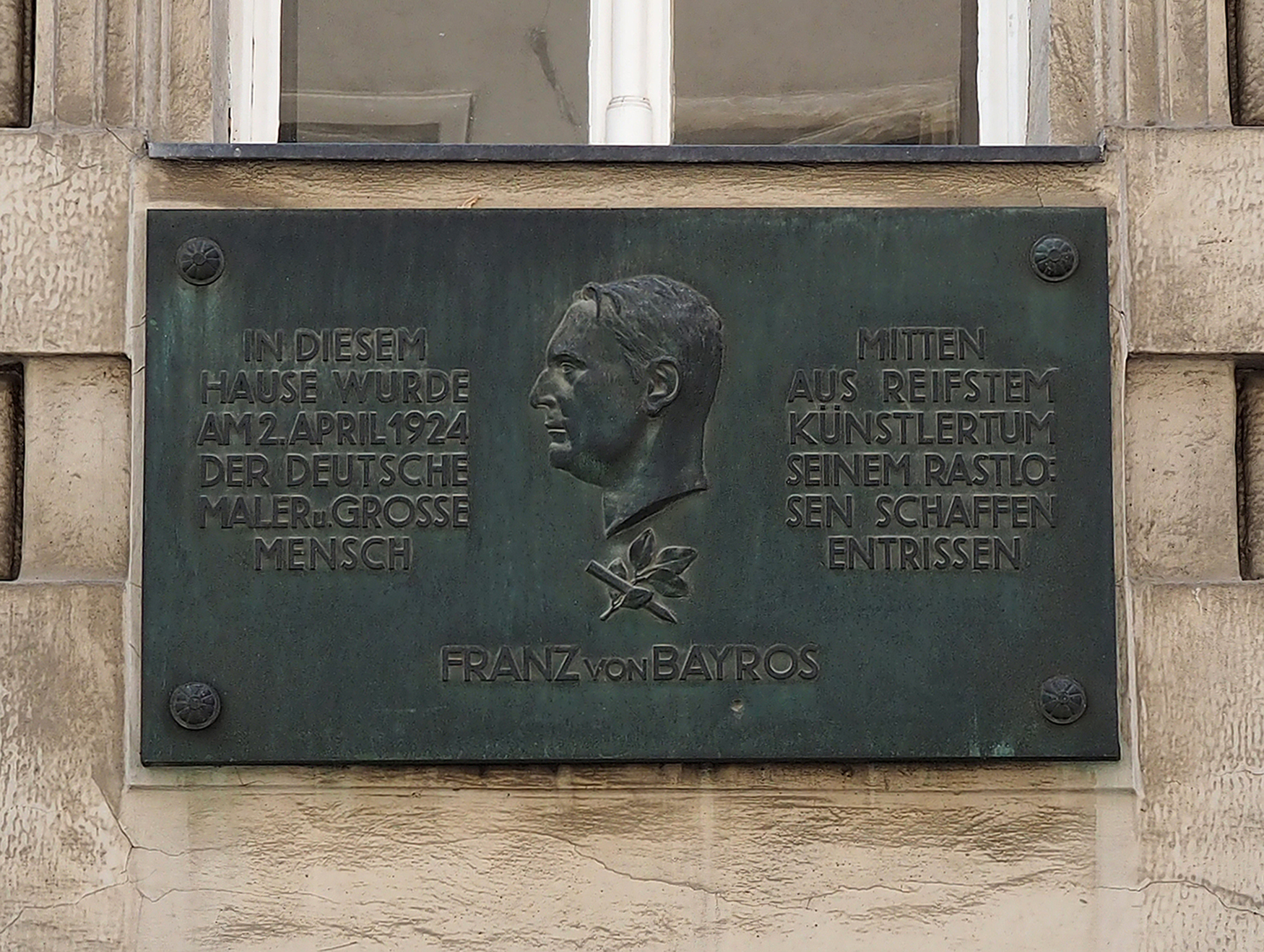
Gedenktafel für Franz von Bayros an seinem Sterbehaus in Wien

Erst der 600. Todestag des von ihm sehr verehrten Dante im September 1921 gab ihm neuen Antrieb. Für diesen Tag wollte er, wie er selbst sagte, „sein Meisterwerk als Buchillustrator“ schaffen. Tatsächlich würden die 60 Aquarelle zur Göttlichen Komödie, die vom Amalthea-Verlag in Wien in einer imposanten Fest-Ausgabe des Dante-Werks veröffentlicht wurden, das reifste Dokument seiner Auffassung von Buchillustration abbilden, die niemals nur leere Textillustration, sondern Weiterdichtung des literarischen Werks sein sollte.
Der Erfolg der Arbeiten zu Dante war enorm und Ausstellungen der Aquarelle in Deutschland und Italien brachten Bayros’ Namen wieder in aller Munde. Doch der materielle Erfolg wog gering. Eineinhalb Jahre hatte Bayros fieberhaft an seinem Werk bis hin zum körperlichen Zusammenbruch gearbeitet, doch die Entwertung der österreichischen Krone fraß das Entgelt auf. Rastlos musste Bayros für Brotaufträge weiterarbeiten, bereits gezeichnet von seiner schleichenden Krankheit. Am 2. April 1924 starb der Künstler an einer Gehirnblutung; seine Grabstätte befindet sich auf dem Wiener Zentralfriedhof. Die Arbeiten zur Göttlichen Komödie waren sein letztes bedeutendes Werk.

## Werke (Auswahl)
Illustrationen zu:
- 1905 – Fleurettens Purpurschnecke. Erotische Lieder und Gedichte aus dem 18. Jahrhundert
- 1905 – Die Geschichte der Manon Lescaut und des Chevalier Desgrieux von Abbé Prévost
- 1906 – Die Memoiren der Fanny Hill von John Cleland
- 1906 – Die geschwätzigen Kleinode von Denis Diderot
- 1906 – Die Bohème von Henri Murger
- 1906 – Das Buch der Tausend Nächte und der einen Nacht (vollständige, ungekürzte Ausgabe nach orientalischen Texten von Cary von Karwath)
- 1907 – Die hundert neuen Novellen von Antoine de La Sale
- 1907 – Die hübsche Andalusierin von Francisco Delicado
- 1909 – Das Märchen aller Märchen oder Das Pentameron von Giovanni Battista Basile
- 1910 – Das schöne Mädchen von Pao von Otto Julius Bierbaum
- 1911 – Das Decamerone von Giovanni Boccaccio
- 1912 – Das Füßchen der gnädigen Frau und anderes von Gustav Hochstetter
- 1913 – Von Königen und Jakobinern von Hans Ludwig Rosegger
- 1921 – Die Göttliche Komödie von Dante Alighieri

Weitere Ausgaben:
- Ex Libris die sie nicht tauschten unter dem Pseudonym Venu de Bonestoc (Privatdruck 1906)
- Die Bonbonnière. Galante und artige Sammlung erotischer Phantasien (1907)
- Geschichten aus Aretino (Privatdruck 1907)
- Die Genouillière Mappenwerk mit 15 Zeichnungen (1907)
- Erzählungen am Toilettentische Mappenwerk mit 15 Zeichnungen (Privatdruck 1908)
- Bilder aus dem Boudoir der Madame CC Mappenwerk mit 30 Zeichnungen (Privatdruck 1912)
- Lesbischer Reigen Mappenwerk mit 6 Zeichnungen (Privatdruck Budapest 1920)
- Garten der Aphrodite Mappenwerk mit 18 Zeichnungen (ohne Orts- und Zeitangaben)
- 1001 Nacht 5 Zeichnungen (Verlag Wilhelm Borngräber; Berlin 1913)